# بیل گاسپر
بیل گاسپر (انگلیسی: Bill Gosper؛ زادهٔ ۲۶ آوریل ۱۹۴۳) برنامه‌نویس اهل ایالات متحده آمریکا است.